# Nicholas Christofilos

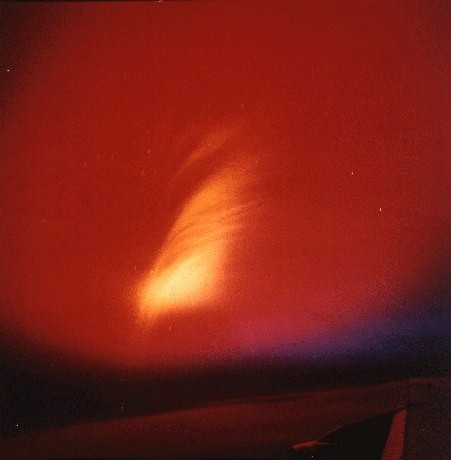
Aurora boreal artificial causada per la detonació de la bomba Starfish Prime.

 Nicholas Constantine Christofilos  (16 de desembre de 1916 - 24 de setembre de 1972) Va ser un físic de nacionalitat grec-nord-americana. Va néixer a Boston, Massachusetts i va ser criat a Grècia. A Atenes, Nicholas va estudiar enginyeria mecànica i elèctrica.
Es va dedicar a treballar com tècnic de manteniment a una companyia d'ascensors a Atenes on el va agafar la Segona Guerra Mundial. Durant aquest període es va interessar per la física i va ser llegint llibres de física que va esdevenir un autodidacte en física nuclear. El 1946 va desenvolupar les idees per al Sincrotró i el 1949 va concebre el principi de l'enfocament intens. Amb la intenció de publicar-ho a una revista, va registrar una patent als Estats Units i a Grècia.
El seu descobriment va passar desapercebut durant alguns anys fins que el principi de l'enfocament intens va ser redescobert el 1952 i aplicat als acceleradors de partícules a Brookhaven, a la Universitat Cornell i al CERN. Explicava un curiós fenomen de les partícules. Quan alguns electrons lliures queien a un camp magnètic dins d'una cambra de buit, els electrons semblaven seguir el camí del camp magnètic. A Christofilos se li va oferir un lloc a Brookhaven el 1953. El 1956 es va unir al Laboratori de Radiació Lawrence Livermore.
Quan es va unir al JASON Defense Advisory Group es va convertir en el líder de l'operació Argus. L'objectiu era comprovar les seves hipòtesis en utilitzar com a objecte d'estudi el mateix planeta terra. Christofilos pretenia fer esclatar bombes nuclears per tal de comprovar com reaccionària aquesta radiació amb el camp magnètic terrestre. Si les seves hipòtesis eren correctes servirien per ser utilitzades com a arma en la desactivació de satèl·lits enemics. Christofilos comprovar les seves teories, però l'aplicació conjunta de radiació i camp magnètic com a arma no va funcionar.
A principis de la dècada del 1960 Christofilos va proposar que les ones de baixa freqüència extrema (ELF) eren una forma pràctica per a comunicar-se amb els submarins.